# MU-6
MU-6 — чехословацкая танкетка производства фирмы Škoda Holding. Последняя из танкеток, создававшисях на базе Carden-Loyd Mk VI.

## История
На базе английской танкетки Carden-Loyd Mk VI чехословацкие инженеры из «Шкоды» пытались создать множество аналогов британского оружия. Танкетки MU-2 и MU-4, которые должны были не уступать западным аналогам, не устраивали военных по разным причинам: у MU-2 была ненужная башня, которая мешала экипажу, а MU-4 была создана слишком поздно. Последней надеждой на продолжение производства танкеток была машина MU-6.
Она появилась в 1933 году и отличалась более крупными размерами по сравнению с предшественниками, что позволяло расширить экипаж до трёх человек. На танкетку было установлено 47-мм орудие Skoda A6, которое могло эффективно поражать лёгкие танки противника (20-мм броня пробивалась с 500 м, что для тех времён было очень высоким показателем). Вместе с тем бронирование было очень слабым и всего лишь противопульным (от 4 до 5,5 мм).
Производители рассчитывали отправить танкетку в массовое производство благодаря мощному вооружению, однако военные, несмотря на уговоры, не приняли танкетку на вооружение ввиду слишком слабого бронирования и тесноты в машине. Попытка переделать машину в зенитную самоходку PUV-6 также оказалась неудачной.
После того, как танкетка была отвергнута армией, инженеры «Шкоды» прекратили проектирование танкеток по английским образцам и сконцентрировались на лёгких танках, что привело к появлению машины LT vz.35.